# الیو دی سیلوسترو
الیو دی سیلوسترو (انگلیسی: Elio De Silvestro؛ زادهٔ ۱۰ مارس ۱۹۹۳) بازیکن فوتبال اهل ایتالیا است.
از باشگاه‌هایی که در آن بازی کرده‌است می‌توان به باشگاه فوتبال کارپی، باشگاه فوتبال یوونتوس، باشگاه فوتبال ویرتوس لانچانو، باشگاه فوتبال رجانا، و باشگاه فوتبال پرو ورچلی اشاره کرد.
وی همچنین در تیم‌های ملی فوتبال زیر ۱۶ سال ایتالیا، زیر ۱۷ سال ایتالیا، زیر ۱۸ سال ایتالیا، زیر ۱۹ سال ایتالیا، و زیر ۲۰ سال ایتالیا بازی کرده‌است.